# Malcolm Todd
Malcolm Todd (* 27. November 1939; † 6. Juni 2013 in Exeter) war ein britischer Historiker und Klassischer Archäologe. Sein Hauptarbeitsgebiet waren die Beziehungen zwischen dem römischen Reich und Westeuropa.

## Karriere
Todd studierte an der Universität von Wales und am Brasenose College in Oxford. Er hielt Vorlesungen über Archäologie an der Universität Nottingham und war von 1979 bis 1996 Professor an der University of Exeter. Danach wechselte Todd zur Universität Durham und wurde Principal des Trevelyan College. Er war Senior Research Fellow der British Academy und im Leverhulme Trust sowie korrespondierendes Mitglied des Deutschen Archäologischen Instituts.
Im Jahr 2000 wurde Malcolm Todd emeritiert.

## Schriften
- Everyday Life of the Barbarians (1972)
- The Coritani (1973)
- The Northern Barbarians (1975)
- The Walls of Rome (1978)
- Roman Britain (1985)
- The south-west to AD 1100 (1987)
- Early Germans (1992)
Dt. Ausgabe: Die Germanen. Theiss, Stuttgart 2000, ISBN 3-8062-1357-7.
- Migrants and Invaders (2001).
Dt. Ausgabe: Die Zeit der Völkerwanderung. Theiss, Stuttgart, 2002, ISBN 3-8062-1723-8.